# Farmec
Farmec è una società di chimica cosmetica della Romania, la più grande della nazione e una delle più grandi d'Europa del Sud-Est.
La società fu fondata nel 1945 a Cluj-Napoca.
Farmec S.A. fu privatizzata nel 1995 secondo metodo MEBO e ha capitale interamente romeno, la PAS Farmec.
I marchi noti sono Gerovital H3, Ecovital, Farmec 16, Dermofarm, Triumf e Nufăr. Nelle creme e emulsioni detiene i marchi Gerovital Plant, Ana Aslan, Aslavital, Farmece e Doina, nei deodoranti Obsesie, Athos, You & Me. Il 10% del fatturato è nelle esportazioni.

Prodotti Farmec

## Storia
Nel 1889 Molnar Moser fonda un laboratorio a Budapest. Durante la seconda guerra mondiale, il Mol-Mos, laboratorio affiliato a Molnar Moser fu aperto a Cluj-Napoca. Questo laboratorio fu nazionalizzato; divenne indipendente con la denominazione Întreprinderea de produse cosmetice Nr. 21.
Nel 1972, il laboratorio subì una profonda ristrutturazione e divenne Fabrica de Produse Cosmetice Farmec.
Nel 1995, Farmec venne privatizzata.

## Fatturato
| Anno            | 2012      | 2011 | 2010 | 2008 | 2007 |
| --------------- | --------- | ---- | ---- | ---- | ---- |
| milioni di euro | 121 (lei) | 26,2 | 22,6 | 24,4 | 21,5 |